# Dipsas gracilis
Dipsas gracilis es una especie de serpiente que pertenece a la familia Colubridae, nativa de América del Sur.
No tiene subespecies reconocidas.